# Gattya balei
Gattya balei är en nässeldjursart som först beskrevs av Bartlett 1907.  Gattya balei ingår i släktet Gattya och familjen Halopterididae. Inga underarter finns listade i Catalogue of Life.